# Papilio microps
Espèce
Papilio microps est une espèce de lépidoptères (papillons) de la famille des Papilionidae. Cette espèce est présente en Éthiopie et au nord de la Somalie.

## Systématique
L'espèce Papilio microps a été décrite pour la première fois en 1952 par l'entomologiste italien Luciano Storace (d) (1922-2001) dans Lambillionea, comme étant une sous-espèce de Papilio aethiops sous le protonyme Papilio aethiops microps.